# 新拉戈阿
新拉戈阿是巴西北大河州的一个市镇。总面积176平方公里，总人口13095人，人口密度74.4人/平方公里。